# Halawa
Halawa – census-designated place (CDP) na wyspie Oʻahu, w hrabstwie Honolulu, na Hawajach, w Stanach Zjednoczonych. Według szacunków United States Census Bureau w roku 2010 CDP miało 13 891 mieszkańców, którzy tworzyli 4 142 gospodarstw domowych i 3 276 rodzin.

## Geografia
Według United States Census Bureau census-designated place obejmuje powierzchnię 2,3 mil2 (6 km²).

## Demografia
Według spisu z roku 2000, CDP zamieszkiwało 13 891 osób. Średni roczny dochód dla gospodarstwa domowego wynosił 63 176 $ a średni roczny dochód dla rodziny to 68 519 $. Średni roczny dochód na osobę wynosił 35 764 $ dla mężczyzn i 28 527 $ dla kobiet. 7,5% rodzin i 10,1% mieszkańców census-designated place żyło poniżej granicy ubóstwa, z czego 20,9% to osoby poniżej 18 lat a 3,7% to osoby powyżej 65 roku życia.